# کلچا دولنا
کلچا دولنا (به لهستانی:  Klecza Dolna) یک روستا در لهستان است که در گمینا وادوویتسه واقع شده‌است.
 کلچا دولنا  ۲٬۱۸۸ نفر جمعیت دارد.